# Kaspar Hagen

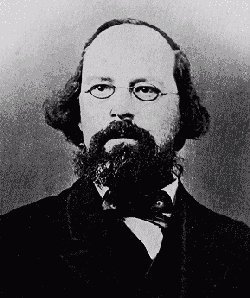
Kaspar Hagen

Kaspar Hagen (auch Caspar Hagen, * 12. Dezember 1820 in Bregenz; † 20. März 1885 ebenda) war Arzt in Hard und Bregenz und Mundartautor (Bregenzer Dialekt).

## Leben
Kaspar Hagen wurde in Bregenz in der Rathausstraße geboren (heute Löwen-Apotheke). Der Vater von Kaspar Hagen war Schiffer am Bodensee und Mesmer in Bregenz in der Seekapelle. Er begann seine Berufslaufbahn als Schreiber im Rentamt in Bregenz, blieb jedoch nicht lange dabei. Hagen begann sich mit 22 Jahren am Gymnasium in Feldkirch und in Padua (1847) sowie in Görz weiterzubilden, in Görz legte er 1848 auch die Matura ab. Er studierte in München, Prag und Wien Medizin und promovierte 1856. Fünf Jahre praktizierte er sodann in Hard und wurde danach Stadtarzt in Bregenz. Während er in seiner Studienzeit weit umherreiste, verblieb er den Rest seines Lebens weitgehend in Vorarlberg.

## Werke
Der schriftliche Nachlass von Kaspar Hagen wurde bei einem Luftangriff auf Bregenz am 1. Mai 1945 vernichtet. Er soll mehr als 550 Mundartgedichte verfasst haben.
- Das bekannte  alemannisches Volkslied O Hoamatle wurde von ihm verfasst und wird bis heute rezitiert.[4]
- Kaspar Hagen, Gedichte in Bregenzer Mundart, J. N. Teutsch Verlag, Bregenz 1921. Nachdruck der Ausgabe Bregenz 1921 durch Verlag Lingenhöle, Bregenz 1972.
- Dichtungen in alemannischer Mundart aus Vorarlberg. 1872. 2. vermehrte Aufl. 1878. 2. Sammlung 1874. 3. Sammlung 1876.

## Gedenken

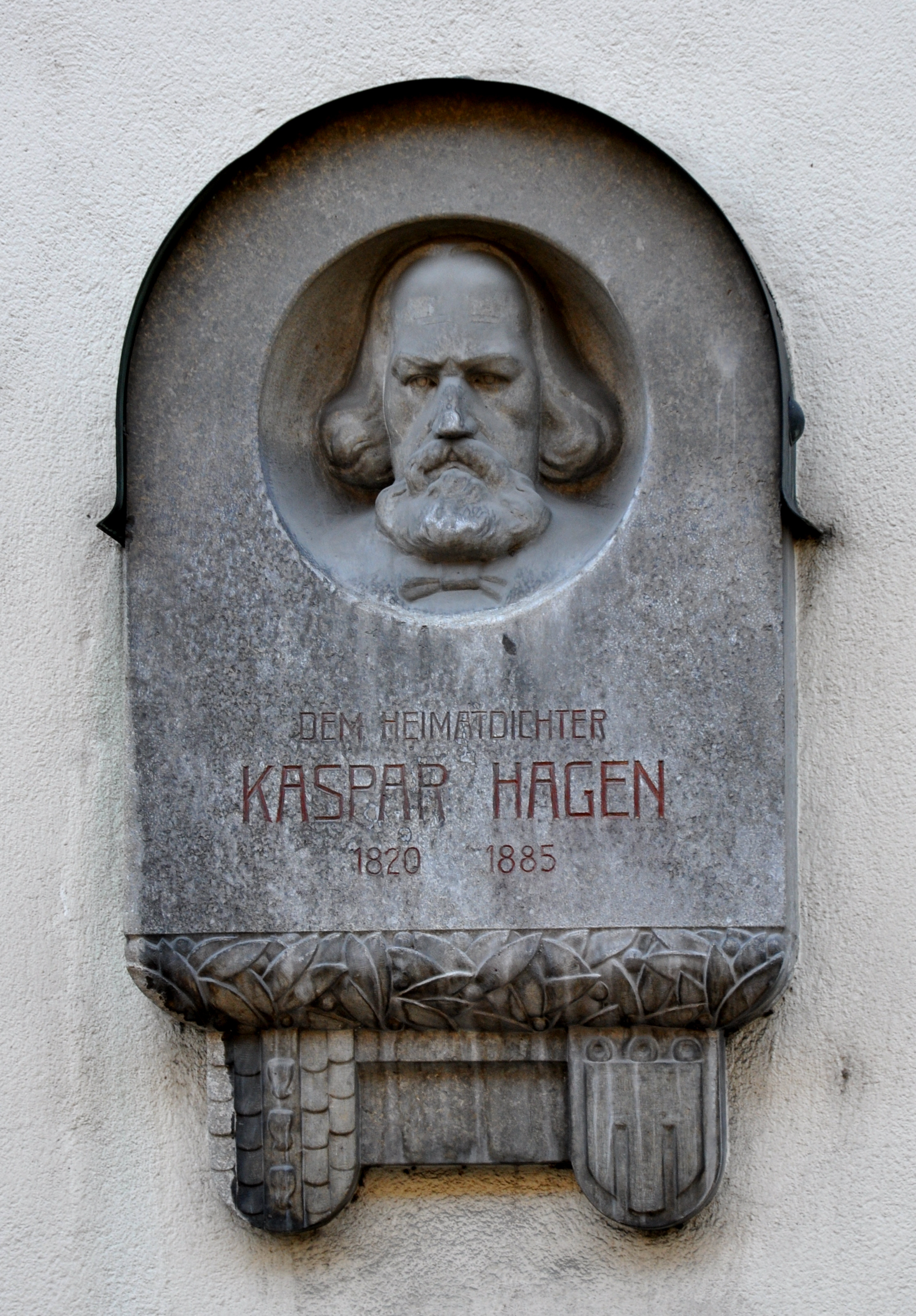
Gedenktafel für Kaspar Hagen an der Seekapelle in Bregenz.

In Bregenz wurde an der Seekapelle eine Gedenktafel (gestaltet von Albert Bechtold, 1923) angebracht sowie die Kaspar-Hagen-Straße nach ihm benannt. Auch in Dornbirn und Graz sind Straßen nach ihm benannt.

## Ausstellung
- Kaspar Hagen 1820-1885, Künstlerhaus Palais Thurn und Taxis Bregenz. 14. Dezember 1970 – 17. Januar 1971.